# 213269 Angelbarbero
213269 Angelbarbero è un asteroide della fascia principale. Scoperto nel 2001, presenta un'orbita caratterizzata da un semiasse maggiore pari a 2,6896716 UA e da un'eccentricità di 0,1037233, inclinata di 13,97716° rispetto all'eclittica.
L'asteroide è dedicato ad Angel Barbero Peregrina, cuoco presso l'osservatorio dove è avvenuta la scoperta.